# Стендерен
Стендерен (нід. Steenderen) — село в нідерландській провінції Гелдерланд. Входить до муніципалітету Бронкгорст. Перша згадка про населений пункт датується 1046 роком.
До 2005 року мало статус окремого муніципалітету.

## Галерея

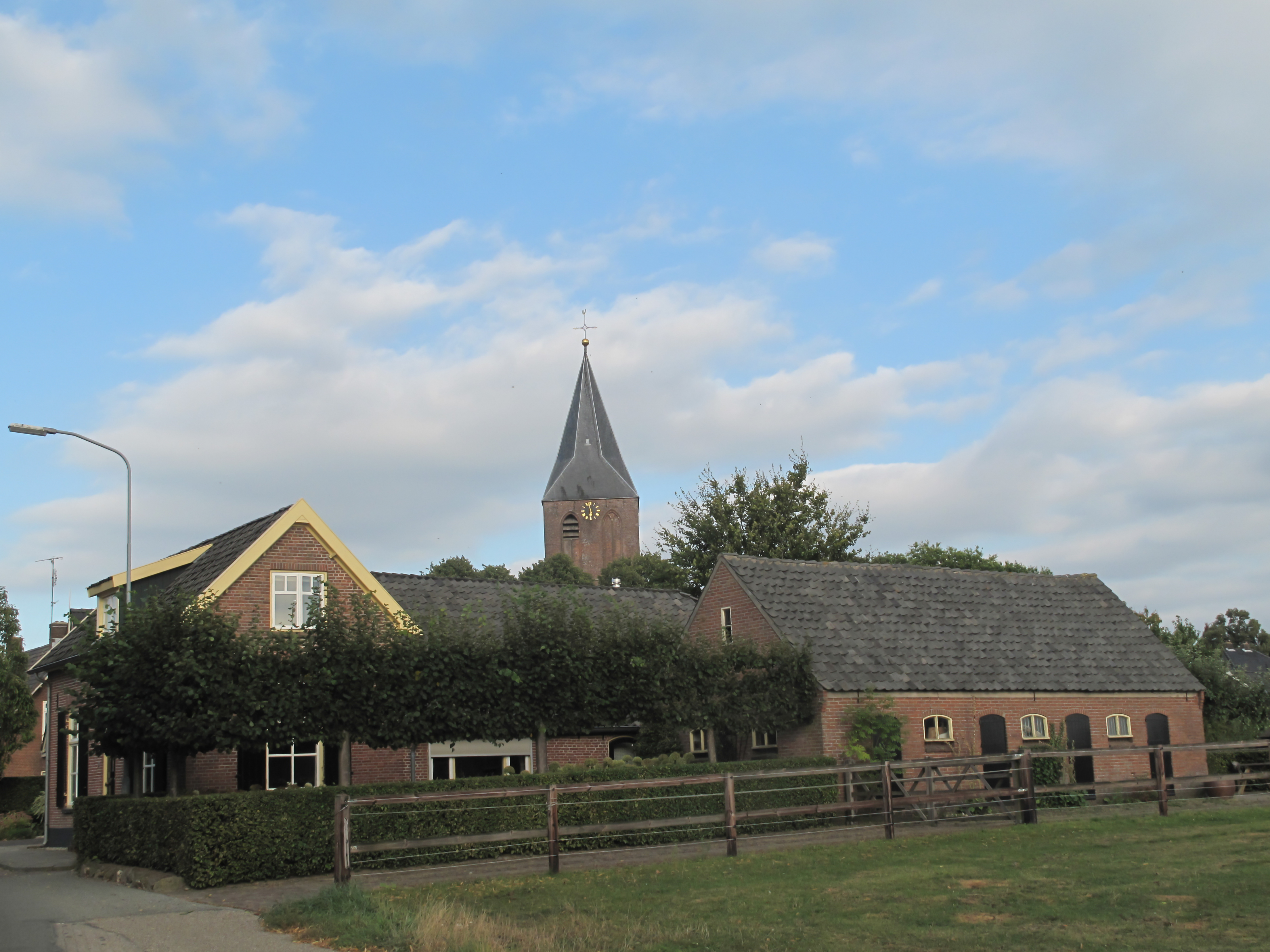
Церква св. Ремігіуса
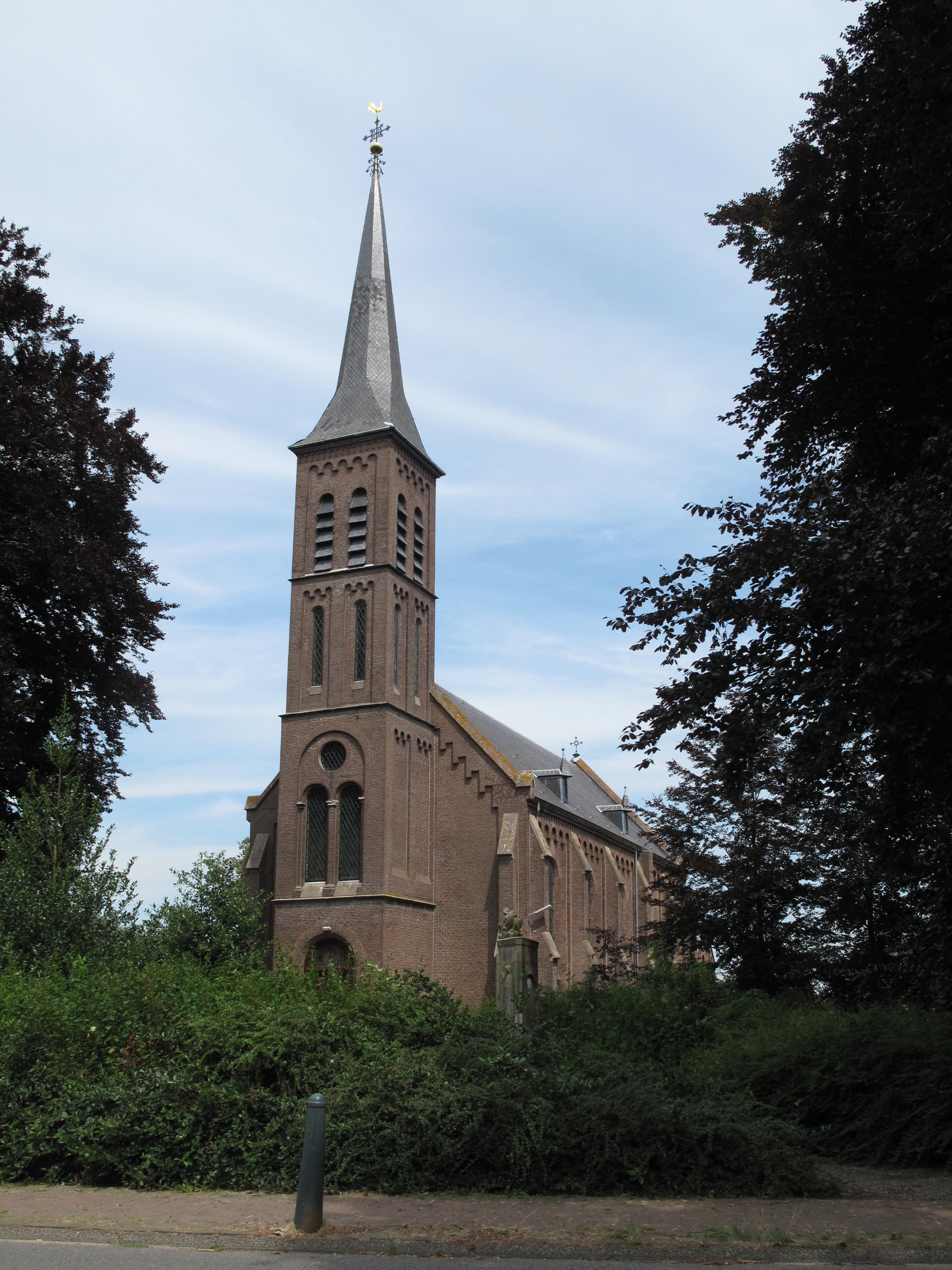
Церква св. Віллібрордуса
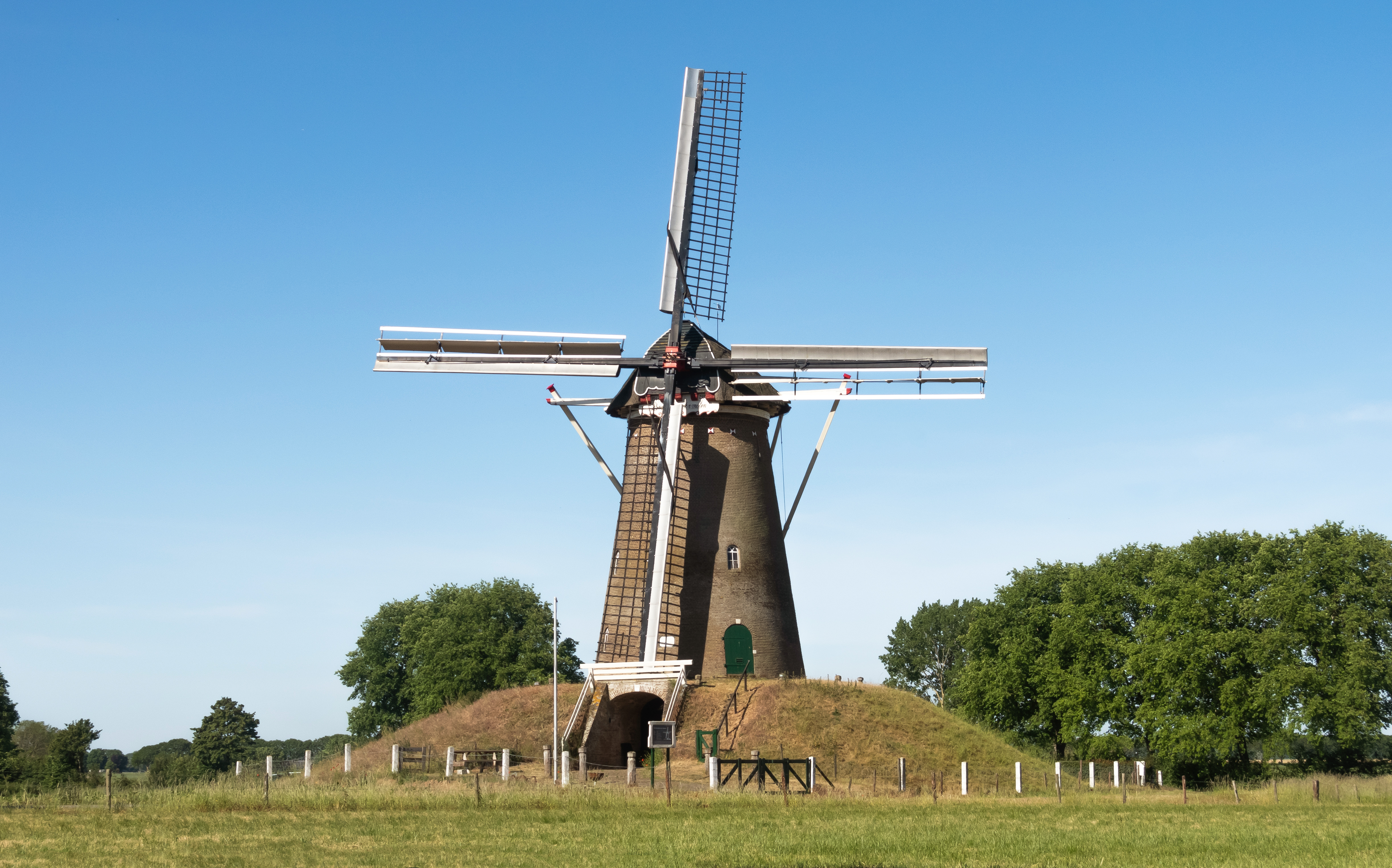
Вітряк